# Walpole River
Walpole River är ett vattendrag i Australien. Det ligger i delstaten Western Australia, omkring 350 kilometer söder om delstatshuvudstaden Perth.
Genomsnittlig årsnederbörd är 1 381 millimeter. Den regnigaste månaden är september, med i genomsnitt 215 mm nederbörd, och den torraste är januari, med 18 mm nederbörd.